# Картель Phoebus
Картель Phoebus (Фебус, Фобос, Феб) — сговор нескольких производителей электрического оборудования, в том числе компаний Osram, Philips и General Electric. Картель организован 23 декабря 1924 года и существовал до 1939 года, его целью был контроль за производством и продажей электрических ламп накаливания.
Данный картель представляет важный этап в развитии мировой капиталистической экономики, являясь одним из ранних примеров крупномасштабного и систематического внедрения политики запланированного устаревания, а также одним из наиболее известных примеров основания так называемой потребительской экономики. Благодаря картелю конкуренция в отрасли производства электрических ламп была снижена на протяжении почти пятнадцати лет. Картель назван в честь Phoebus — швейцарской корпорации по имени «Phoebus S.A. Compagnie Industrielle pour le Développement de l'Éclairage».

## Участники сговора
В состав картеля входили следующие производители ламп: Osram, Philips, Tungsram, Associated Electrical Industries, ELIN, Compagnie des Lampes, Международная General Electric и General Electric Overseas, которые владели 90—95 % мировых производственных мощностей в данном сегменте. Компании являлись совладельцами акций швейцарской корпорации Phoebus, их доля была пропорциональна продажам ламп.
В 1921 году OSRAM создал организацию-предшественник картеля, «Internationale Glühlampen Preisvereinigung». Когда Philips и другие производители вышли на американский рынок, General Electric отреагировал на это созданием «International General Electric Company» (Международной Дженерал Электрик) в Париже. Обе организации согласовали вопросы патентов и проникновения на рынки. Усиление международной конкуренции привело к переговорам между всеми крупными компаниями для контроля и ограничения их деятельности, чтобы не вмешиваться в сферы влияния друг друга.

## Цель картеля
Картельный сговор позволил производителям снизить себестоимость изготовления ламп и установить стандартизованную ожидаемую продолжительность работы ламп накаливания в размере около 1000 часов. Одновременно с этим были подняты отпускные цены, и снизился уровень конкуренции. Продукция участников регулярно проверялась представителями картеля, в случае производства ламп, работавших дольше, чем 1000 часов, на членов накладывались штрафы. Позже достоянием гласности стала таблица 1929 года, в которой указаны размеры штрафов в швейцарских франках в зависимости от превышения стандартных часов. В то время существование сговора с целью снижения срока работы ламп было не известно, а общая корпорация называлась необходимой для стандартизации ламп, «обмена патентами и технической информацией».
Отдельные инженеры, оправдывающие сговор, считают, что срок службы в 1000 часов являлся разумным оптимумом для большинства ламп, а более долгий срок службы может быть получен только за счёт снижения эффективности, поскольку со временем лампа даёт больше тепла и меньше света, что ведёт к нерациональному использованию ценной электроэнергии. Более долговечные современные лампы накаливания могут прослужить до 2500 часов, но большая долговечность приводит к меньшей энергоэффективности — такие лампы дают меньше света на каждый затраченный ватт.
Картель Phoebus разделил мировые рынки сбыта ламп накаливания на три категории:
- Домашние территории, где находились отдельные производители;
- Британские заморские территории, контроль над которыми был передан под контролем Associated Electrical Industries, Osram, Philips и Tungsram;
- Общая территория — остальной мир.

## Закрытие картеля
В конце 1920-х годов шведско-датско-норвежский союз компаний «North European Luma Co-op Society» начал планировать создание независимого производственного центра. Экономические и правовые угрозы со стороны участников картеля не достигли желаемого эффекта, и в 1931 году скандинавы начали производство и продажу ламп по значительно более низкой цене, чем компании Phoebus.
Оригинальное картельное соглашение Phoebus имело сроки действия до 1955 года, однако, функционирование единого картеля фактически завершилось во время Второй Мировой Войны.